# الحرب القشتالية
الحملة الإسبانية إلى بورنيو (بالإسبانية: Expeición espaenyla a Borneo)، والمعروفة محليًا أيضًا باسم حرب قشتالية (بالمالاوية: Perang Kastila؛ بالجاوية: ڤراڠ كستيلا) كانت صراعًا عسكريًا بين بورنيو وإسبانيا عام 1578.

## خلفية عامة
منذ منتصف القرن السادس عشر، حرص الأوروبيون على وضع موطئ قدم في جنوب شرق آسيا، حيث مصدر إمداد التوابل. كما رغبت إسبانيا في نشر المسيحية، الدين السائد في أوروبا وقتها، بالقوة. منذ سقوط القسطنطينية عام 1453، سيطر الأتراك العثمانيون والفرس والعرب والهنود وشعب الملايو على الطرق البرية من شرق البحر المتوسط إلى جنوب شرق آسيا عبر آسيا الوسطى والشرق الأوسط.
حاول البرتغاليون والإسبان لاحقًا إيجاد طريق بديل عبر البحر إلى جنوب شرق آسيا، حتى يتسنى لهم المتاجرة في التوابل وغيرها من المنتجات مع شعب الملايو. وقد فعل البرتغاليون على وجه الخصوص ذلك باحتلال ملقا عام 1511، بعد عامين من وصولهم إلى المنطقة.
وصل الإسبان لاحقًا في منتصف القرن السادس عشر. كان وصولهم إلى الأرخبيل، الذي يعد الآن جزءًا من الفلبين الحديثة، فضلا عن نيتهم نشر المسيحية سببًا في اندلاع مناوشات مع بورناي التي كان يحكمها السلطان سيف الرجال آنذاك، وأدى ذلك في النهاية إلى اندلاع حرب قشتالة. في ذلك الوقت، كانت بروناي إمبراطورية بحرية قوية تمتد حدودها من جزيرة بورنيو حتى معظم أجزاء الفلبين.

## الوصول الإسباني إلى الفلبين
أرسلت إسبانيا من موانئها في المكسيك عدة حملات إلى الفلبين، كانت واحدة منها عام 1565 بقيادة ميغيل لوبيز دي ليغازبي واستقرت في سيبو، التي أصبحت لفترة من الزمن عاصمة الأرخبيل ومركزًا تجاريًا رئيسيًا، كما كانت أول مدينة تنشر فيها المسيحية في الجزر.
بسبب ذلك، اصطدمت الطموحات الإسبانية مع طموحات بروناي. بين عامي 1485 و 1521، أنشأت سلطنة بروناي بقيادة السلطان بلقية ولاية كوتا سيرودونغ (المعروفة باسم مملكة ماينيلا) لتكون دولة دمية لبروناي تعادي مملكة توندو المحلية. أصبح حضور الدين الإسلامي أكثر قوة بوصول تجار ودعاة من ماليزيا وإندونيسيا الحاليتين إلى الفلبين.
على الرغم من تأثير بروناي، فقد بسطت الدول المتعددة التي كانت موجودة في الفلبين الاستعمار الإسباني. في عام 1571، هاجم ميغيل لوبيز دي ليغازبي من إسبانيا مانيلا الإسلامية وبدأ نشر المسيحية فيها، وأصبحت لاحقًا عاصمة الجزر الفلبينية، ومركزًا للتجارة والتبشير. شن البيسان، الذين كانوا في المنطقة قبل مجيء الإسبان، حربًا ضد سلطنة سولك ومملكة ماينيلا، وأصبحوا حلفاء للأسبان ضد سلطنة بروناي.
اندلعت حرب قشتالية في الوقت الذي ساد فيه الحماس الديني في أوروبا وأجزاء عديدة من العالم، عندما كانت الدولة تتبع دينًا واحدًا. وكانت الكاثوليكية الرومانية دين الدولة الإسبانية، التي ألزمت أتباع الديانات الأخرى مثل اليهود والمسلمين باعتناقها. كانت إسبانيا قد أنهت مؤخرًا حربًا دامت 700 عام لإعادة استعادة أرضها ونشر المسيحية من جديد، حيث غزاها المسلمون في ظل الخلافة الأموية منذ القرن الثامن الميلادي. وتسمى عملية استعادة الأرض، التي تمت أحيانًا من خلال المعاهدات، وغالبًا من خلال الحروب، باسم حرب الاستعادة. كانت كراهية الإسبان للمسلمين الذين غزوا إسبانيا ذات يوم سببًا في تأجيج حرب قشتالية ضد مسلمي بروناي. كما بدأت بالتزامن مع هذه الحرب حروب أخرى في الفلبين ضد سلطنة سولك وسلطنة ماغوينداناو.
في عام 1576، وصل الحاكم الإسباني في مانيلا فرانسيسكو دي ساندي من المكسيك، وأرسل بعثة رسمية إلى بروناي المجاورة للاجتماع مع السلطان سيف الرجال، وأوضح له أنهم يريدون إقامة علاقات جيدة مع بروناي وطلب أيضًا السماح بنشر المسيحية فيها (كانت الكاثوليكية الرومانية في بروناي إرثًا جلبه الإسبان). في الوقت نفسه، طالب بإنهاء عمل بروناي الدعوي إلى الإسلام في الفلبين. لم يوافق السلطان سيف الرجال على ذلك، كما أعرب عن معارضته للعمل التبشيري في الفلبين، التي وصفها بأنها جزء من دار الإسلام. في الواقع، اعتبر دي ساندي بروناي تهديدًا للوجود الإسباني في المنطقة.